# تریداکتیلینیا
تریداکتیلینیا (نام علمی: Tridactylina) نام یک سرده از تیره کاسنیان است.